# Adam Kwarasey
Adambathia Larsen Kwarasey (Oslo, Noruega, 12 de diciembre de 1987) es un exfutbolista ghanés. Juega de guardameta y su equipo actual es el Strømsgodset IF de la Tippeligaen noruega.

## Vida privada
Kwarasey nació en Oslo, Noruega, de padre ghanés y madre noruega. Tiene pasaporte noruego tanto como ghanés.

## Selección nacional
Kwarasey nació y creció en Noruega, pero decidió representar al país de su padre, Ghana, a nivel internacional.
El 12 de mayo de 2014 el entrenador de la selección de Ghana, Akwasi Appiah, incluyó a Kwarasey en la lista preliminar de 26 jugadores preseleccionados para la Copa Mundial de Fútbol de 2014. Semanas después, el 1 de junio, fue ratificado en la lista final de 23 jugadores que viajarán a Brasil.

### Participaciones en Copas del Mundo
| Mundial                        | Sede   | Resultado    |
| ------------------------------ | ------ | ------------ |
| Copa Mundial de Fútbol de 2014 | Brasil | Primera fase |

## Clubes
| Club             | País           | Año         |
| ---------------- | -------------- | ----------- |
| Strømsgodset IF  | Noruega        | 2007 – 2016 |
| Portland Timbers | Estados Unidos |             |